# Калково (община Валандово)
Вижте пояснителната страница за други значения на Калково.
Калково (на македонска литературна норма: Калково; на турски: Kalkova) е село в община Валандово, Северна Македония.

## География
Калково е разположено на около 7 километра северозападно от град Валандово в южното подножие на планината Плавуш.

## История
В XIX век Калково е смесено село в Дойранска каза на Османската империя. В „Етнография на вилаетите Адрианопол, Монастир и Салоника“, издадена в Константинопол в 1878 година и отразяваща статистиката на населението от 1873 година, Калкуви (Calcouvi) е посочено като селище със 130 домакинства, като жителите му са 97 българи и 230 помаци.
Според статистиката на Васил Кънчов („Македония. Етнография и статистика“) от 1900 г. Калково има 280 жители българи християни и 350 турци.
В началото на XX век българското християнско население на Калково е разделено в конфесионално отношение, тъй като в селото пуска корени униатската пропаганда. По данни на секретаря на Българската екзархия Димитър Мишев („La Macédoine et sa Population Chrétienne“) през 1905 година в Калково (Kalkovo) има 64 българи екзархисти и 56 българи униати.
След установяването на сръбската власт в селото има гарнизон. Атакуван е през 1915 година при Валандовската акция на ВМРО.
Селото е възстановено като отделно селище в 2014 година.

## Личности
Родени в Калково
- Антим Ризов (около 1797 – 1867), български духовник, игумен на Зографския манастир